# عائلة العروسي
عائلة العروسي هي عائلة مصرية تمتعت بنفوذ قوي وكان رجالها من أهل الحل والعقد في مصر. تولى ثلاثة من أبنائها مشيخة الجامع الأزهر هم على الترتيب أحمد بن موسى بن داود أبو الصلاح العروسى (1192 هـ - 1208 هـ / 1778م - 1793م) وابنه محمد بن أحمد العروسي (1233 هـ - 1245 هـ / 1818م - 1829م) وحفيده مصطفى العروسي (1281 هـ - 1287 هـ / 1864م - 1870م)، وكان ثلاثتهم من فقهاء المذهب الشافعي.
تنسب الأسرة إلى قرية منية عروس التابعة لمركز أشمون بمحافظة المنوفية، وهي مسقط رأس الإمام الشيخ أحمد بن موسى العروسي.